# Євфимовський Володимир Степанович
Володи́мир Степа́нович Євфимо́вський (Єфимовський? нар. 11 липня 1899 р., с. Берестовець, тепер Борзнянського району — †5 січня 1942 р., Ленінград, Росія) — український архівіст, краєзнавець та археограф школи академіка М. Грушевського, дослідник історії України XVII — XVIII ст.

## Біографія
Народився у родини псаломщика православного приходу Борзнянського повіту. Закінчив Чернігівську духовну семінарію (1913-1918).
1922 р. закінчив історичний відділ факультету профосвіти Ніжинського інституту народної освіти, де вже почав ґрунтовно займатися історією України доби Гетьманщини. Професор Г. Максимович високо оцінив його випускну роботу «Суди й покарання на Лівобережній Україні в 17-18 століттях»
1922-1923 рр. — аспірант Ніжинської науково-дослідної кафедри історії культури та мови при ІНО. Одночасно 1923-1926 рр. працював ніжинським окружним інструктором Чернігівського губернського архівного управління, архівним регістратором, завбібліотеки та кабінетом наукових занять, зав рукописного відділу. Але найплідніше — вченим архівістом Чернігівського губернського історичного архіву. Тоді він став одним із лідерів краєзнавчого руху міста, активістом Чернігівського наукового товариства. Його помітив історик Олександр Грушевський — брат М. Грушевського.
Влітку 1923 р. Євфимовський брав участь в архітектурно-археологічних дослідженнях видатної пам'ятки давньоукраїнської культури XI століття — Спасо-Преображенського собору в Чернігові, які проводила група науковців на чолі з М. Макаренком та І. Моргилевським. Дещо пізніше допомагав завідувачу 2-го Чернігівського музею (колишній Історико-археологічний музей Чернігівської архівної комісії) Петру Смоличеві у впорядкуванні та каталогізації експонатів. У серпні 1923 р. Євфимовський на курсах з архівознавства, влаштованих Київським Центральним історичним архівом. З метою залучення студентської молоді до краєзнавчих студій 1924 р. за його ініціативи при Ніжинському Інституті народної освіти було створено історико-архівний гурток.
1924-1930 рр. за рекомендацією ак. М. Грушевського працював у ВУАН:
- 1924-1930 рр. — позаштатний співробітник Постійної комісії для складання історично-географічного словника українських земель та Археографічної Комісії;
- 1926-1929 рр. — аспірант Науково-дослідної кафедри історії України у Києві.

Тоді ж брав участь в Археографічній експедиції до московських архівів.
1930 р. захистив промоційну працю і здобув науковий ступінь.
1930-1933 рр. працював у Харківському центральному історичному архіві вченим-архівістом, виконував обов'язки асистента з джерелознавства в Інституті червоної професури.
1934 р. емігрує до РСФСР. Там — архівіст Новгородського відділення Ленінградського обласного архіву, 1934-1939 рр. — науковий співробітник Ленінградського обласного архіву Жовтневої Революції.
1939-1941 рр. науковий співробітник Центрального державного архіву народного господарства, Центрального державного історичного архіву СРСР у Ленінграді.

## Твори
- Крестьянское движение на Черниговщине в 1905 р. // Летопись Революции. — 1925. — № 2;
- Гайдамака Семен Тихий перед Генеральним Судом (1752-3) // Україна. 1925. Кн. 3;
- До історії військового суду та земельних відносин в Україні за Хмельниччини // Наук. зб. за рік 1927. — К., 1927;
- Волнения крестьян в удельных имениях Грузии в 1905-1906 гг. // Красный архів. — 1941. — Кн. 3.